# Władimir Nikitin (polityk)
Władimir Dmitrijewicz Nikitin (ros. Владимир Дмитриевич Никитин, ur. 6 czerwca?/19 czerwca 1907 w Jarosławiu, zm. 17 kwietnia 1959 w Moskwie) – radziecki polityk, członek KC WKP(b) (1939-1952).
Ukończył kursy monterów i kurs (1922) technikum przemysłowo-ekonomicznego w Jarosławiu, 1922-1928 kierownik wydziału kształcenia politycznego, sekretarz komitetu rejonowego, kierownik wydziału organizacyjnego i sekretarz miejskiego i gubernialnego komitetu Komsomołu w Jarosławiu, od 1925 w WKP(b). 1928–1930 kierownik wydziału organizacyjnego i sekretarz Przemysłowego Obwodowego Komitetu Komsomołu w Iwanowie, 1930-1931 przedstawiciel KC Komsomołu w Centralnej Komisji Kontroli WKP(b) i Ludowym Komisariacie Inspekcji Robotniczo-Chłopskiej ZSRR, instruktor odpowiedzialny KC Komsomołu. 1932-1937 instruktor wydziału organizacyjno-instruktorskiego i organizacyjno-propagandowego, instruktor odpowiedzialny KC WKP(b), w 1937 II sekretarz Komitetu Obwodowego WKP(b) w Kursku. Od września do listopada 1937 I sekretarz Biura Organizacyjnego KC WKP(b) w obwodzie orłowskim, od listopada 1937 p.o. I sekretarza, a od 5 lipca 1938 do grudnia 1941 I sekretarz Komitetu Obwodowego WKP(b) w Woroneżu. Od 21 marca 1939 do 5 października 1952 członek KC WKP(b), od 9 stycznia 1942 do 14 marca 1943 I sekretarz Komitetu Obwodowego WKP(b) w Kujbyszewie, od 8 lipca 1943 do 28 grudnia 1944 I sekretarz Tatarskiego Komitetu Obwodowego WKP(b). Od 11 listopada 1944 do 10 lipca 1948 zastępca szefa Wydziału Kadr KC WKP(b), od lipca 1948 do stycznia 1958 inspektor KC WKP(b)/KPZR, następnie na emeryturze. Deputowany do Rady Najwyższej ZSRR 1 i 2 kadencji.

## Odznaczenia
- Order Lenina
- Order Czerwonego Sztandaru Pracy
- Order Wojny Ojczyźnianej II klasy